# سید امان‌الله مرتضوی
سید امان‌الله مرتضوی آخرین رئیس شهربانی ایران بود. و به مدت یک سال و تا زمان ادغام شهربانی، ژاندارمری و کمیته‌های انقلاب در یکدیگر و تشکیل نیروی انتظامی در سال ۱۳۷۰ ریاست شهربانی را بر عهده داشت. پیش در دوره خدمت خود قبل از ریاست شهربانی در سمت شهربانی استان هرمزگان و حفاظت اطلاعات کل شهربانی فعالیت کرده بود.
وی در ۹ تیرماه ۱۳۶۹ به پیشنهاد عبدالله نوری وزیر وقت در دولت هاشمی و موافقت سید علی خامنه ای رهبر ایران با ارتقاء درجه از سرهنگی به سرتیپ دومی به ریاست شهربانی منصوب شد و در حکم وی دلیل انتخابش لزوم ضرورت هماهنگی گسترده در شهربانی کل کشور در ارتباط با ادغام نیروهای انتظامی اعلام شد. وی در ۱۲فروردین ۱۳۷۰ و با تشکیل نیروی انتظامی از سمت خود کنار رفت.